# كاري مايكلسين
كاري مايكلسين (بالإنجليزية: Kari Michaelsen)‏ هي ممثلة أمريكية، ولدت في 3 نوفمبر 1961 بمانهاتن في الولايات المتحدة.

## وصلات خارجية
- كاري مايكلسين على موقع IMDb (الإنجليزية)
- كاري مايكلسين على موقع ألو سيني (الفرنسية)
- كاري مايكلسين على موقع أول موفي (الإنجليزية)
- كاري مايكلسين على موقع إن إن دي بي (الإنجليزية)
- كاري مايكلسين على موقع قاعدة بيانات الفيلم (الإنجليزية)
- كاري مايكلسين على موقع كينوبويسك (الروسية)